# Ljustdorf
Ljustdorf (ukrainisch und russisch Люстдорф; deutsch Lustdorf, auch ukrainisch Чорноморка Tschornomorka, russisch Черноморка Tschernomorka) ist ein Stadtteil der ukrainischen Stadt Odessa und ein Badeort an der Küste des Schwarzen Meeres.
Der Stadtteil liegt im Rajon Kiew der Stadt Odessa südlich des Flughafens und 16 km südlich des Stadtzentrums.
In Ljustdorf befindet sich ein Kindersanatorium und mit dem Sport- und Regenerationskomplex Ljustdorf (Спортивно-оздоровительный комплекс «Люстдорф») das Trainingsgelände des erfolgreichen ukrainischen Fußballvereins FK Tschornomorez Odessa.

## Geschichte

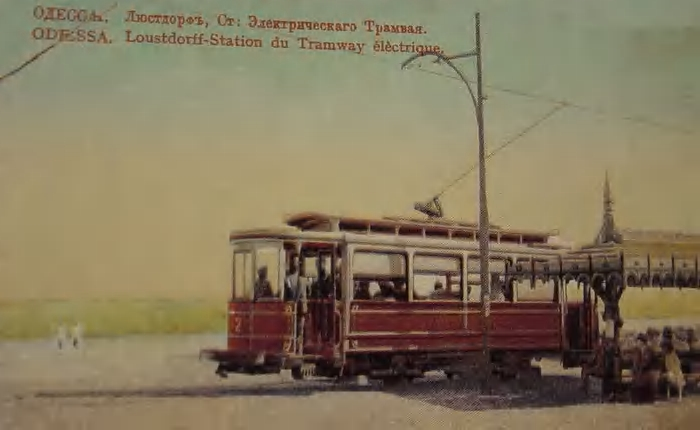
Tramstation Lustdorf am Anfang des 20. Jahrhunderts

Die Ortschaft wurde zur Zeit des Russischen Kaiserreichs als deutsche Kolonie gegründet und mit schwarzmeerdeutscher Siedlern aus Württemberg besetzt, die sich 1805 hier niederließen; sie lag innerhalb der Großliebentaler Kolonie. Die Siedlung hieß zu Beginn Kaiserheim, erhielt jedoch bald darauf, da dem damaligen russischen Kaiser Alexander I. der Name nicht gefiel, den Namen Lustdorf. Diese deutschen Kolonisten hatten es im 19. Jahrhundert durch Acker- und Weinbau sowie Vermieten von Wohnraum an Sommerfrischler aus Odessa zu Wohlstand gebracht.
Zu Ehren der Tochter Olga von Kaiser Nikolaus II. wurde Lustdorf 1907 in Olgino (Ольгино) umbenannt und am 1. Februar 1945 erhielt das Dorf den Namen Tschornomorka.
Im August 1907 wurde die Straßenbahnlinie vom Zentrum Odessas nach Ljustdorf erbaut, womit das Dorf das einzige ländliche Gebiet im Russischen Kaiserreich war, das eine elektrische Straßenbahnverbindung besaß.

## Söhne und Töchter der Ortschaft
- William Walcot (1874–1943), britisch-russischer Architekt und Künstler

## Galerie

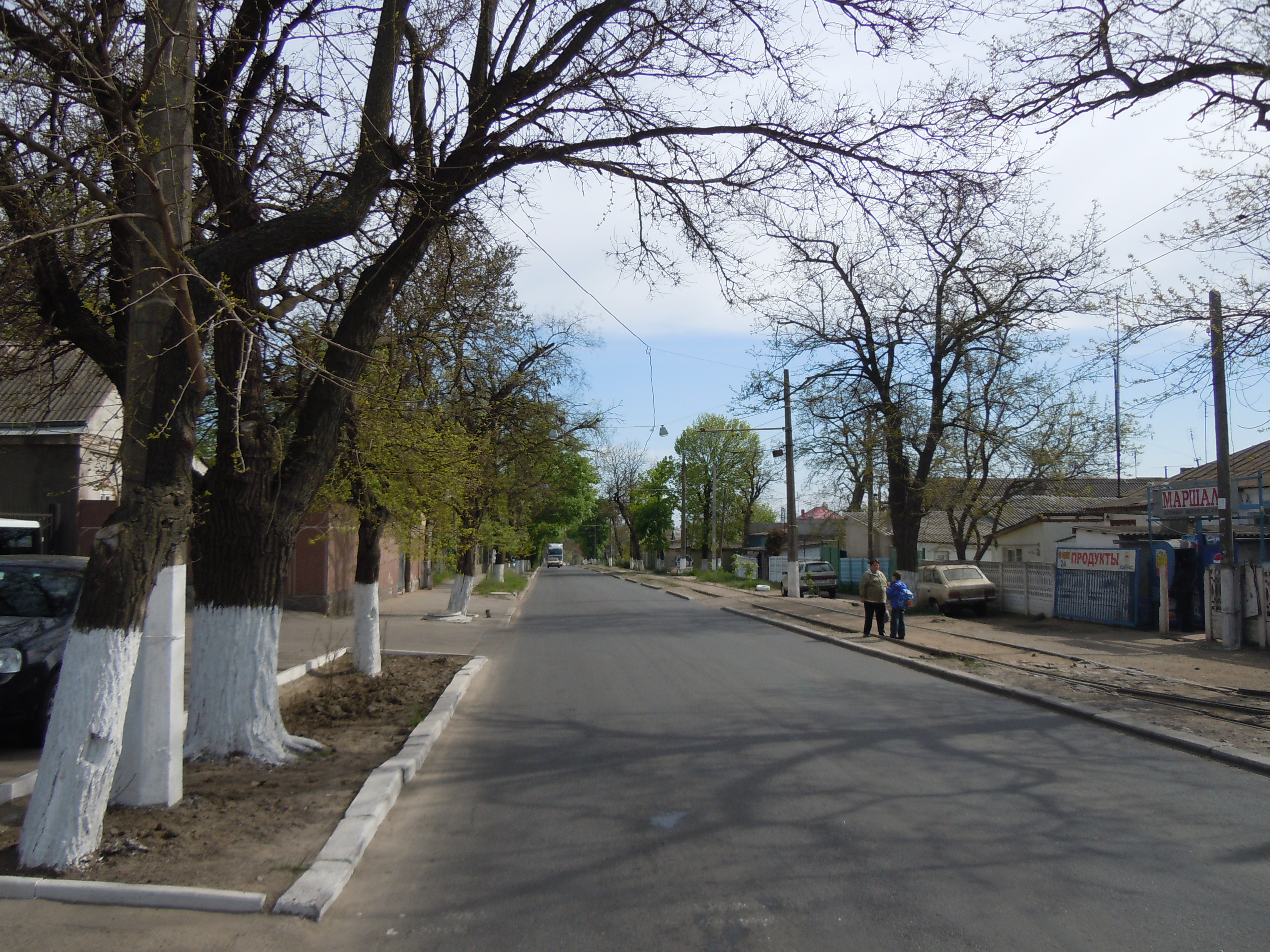
Swobody-Prospekt, die zentrale Straße der Ortschaft
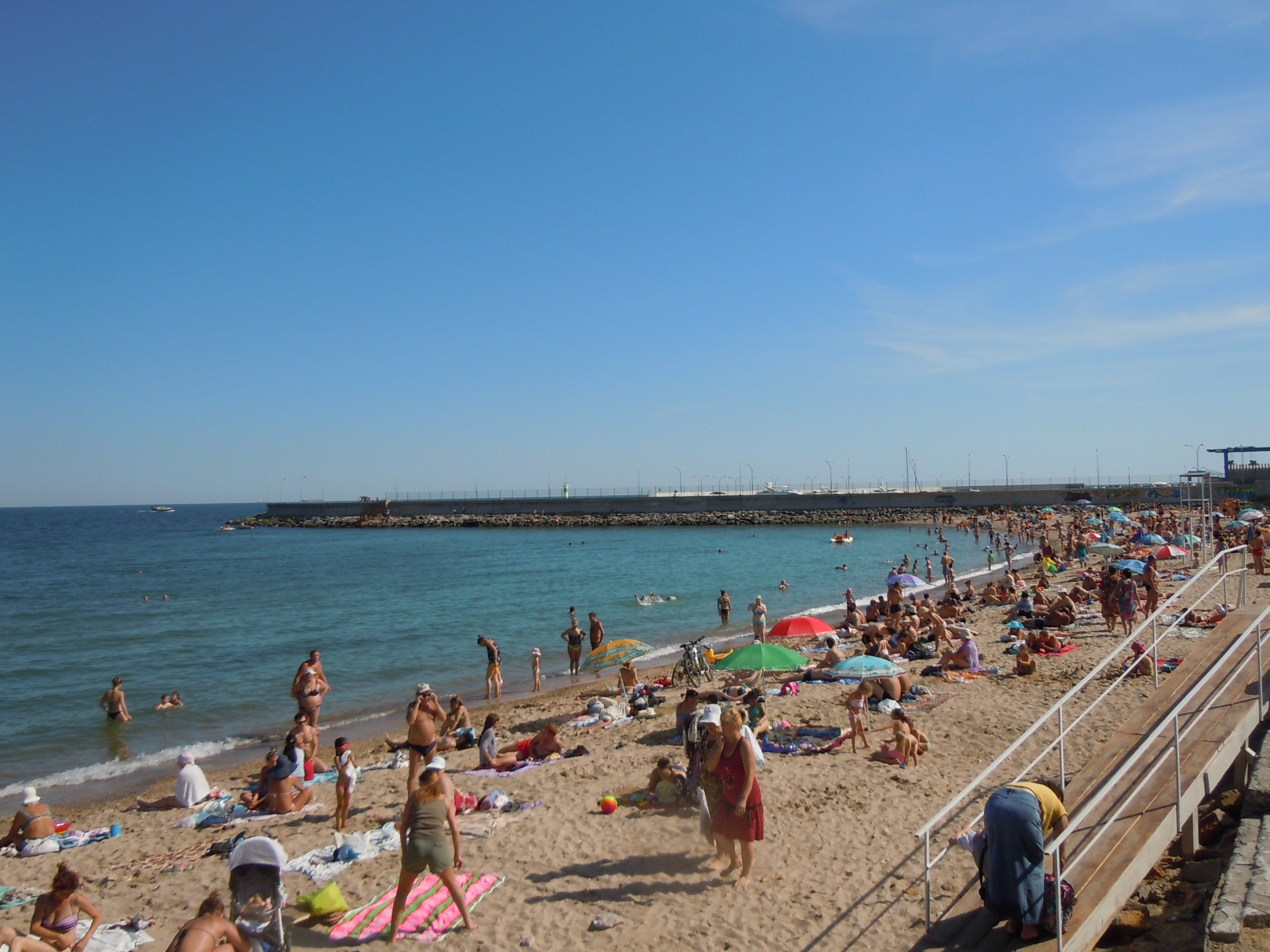
Strand
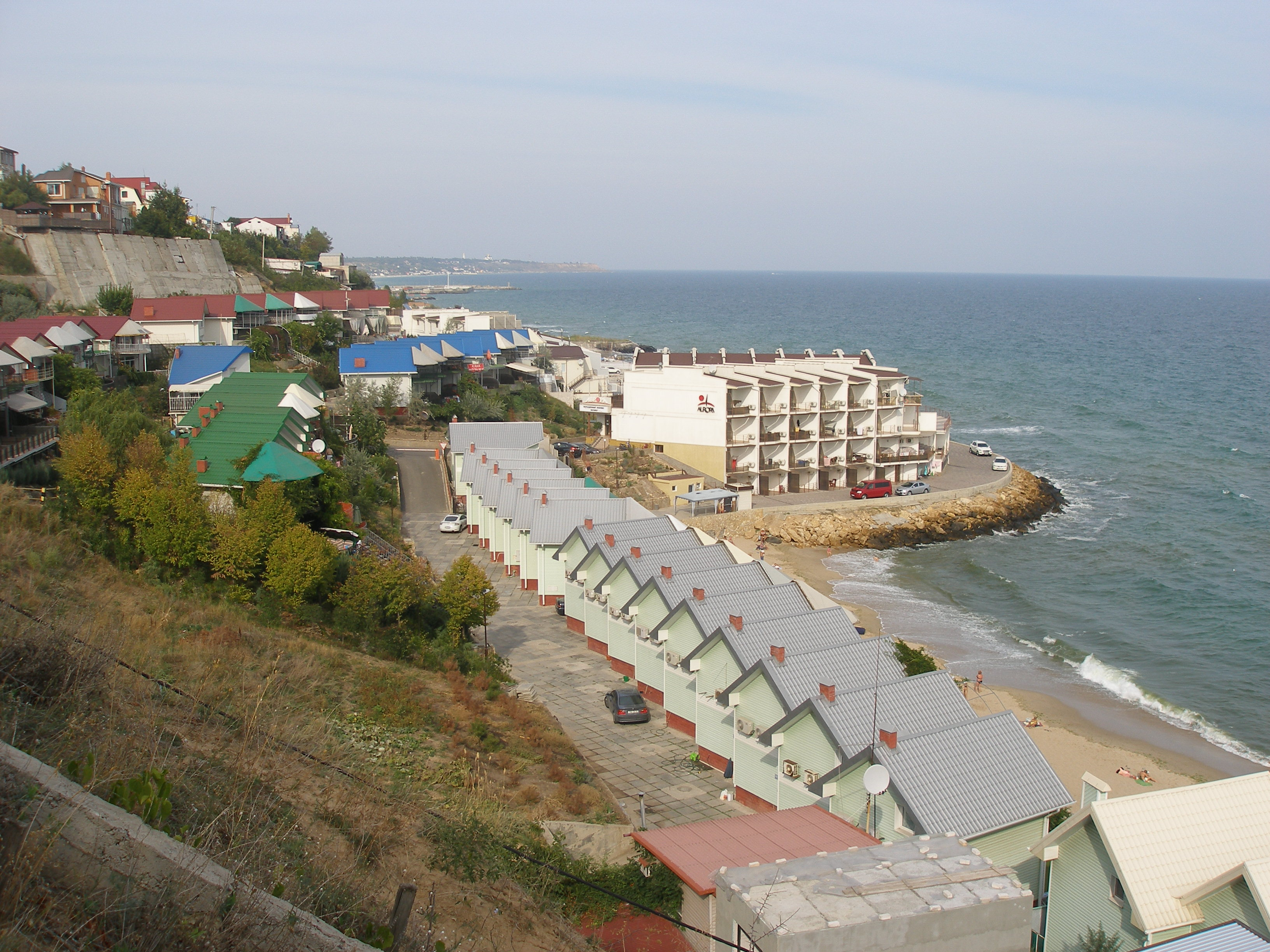
Küste in Ljustdorf
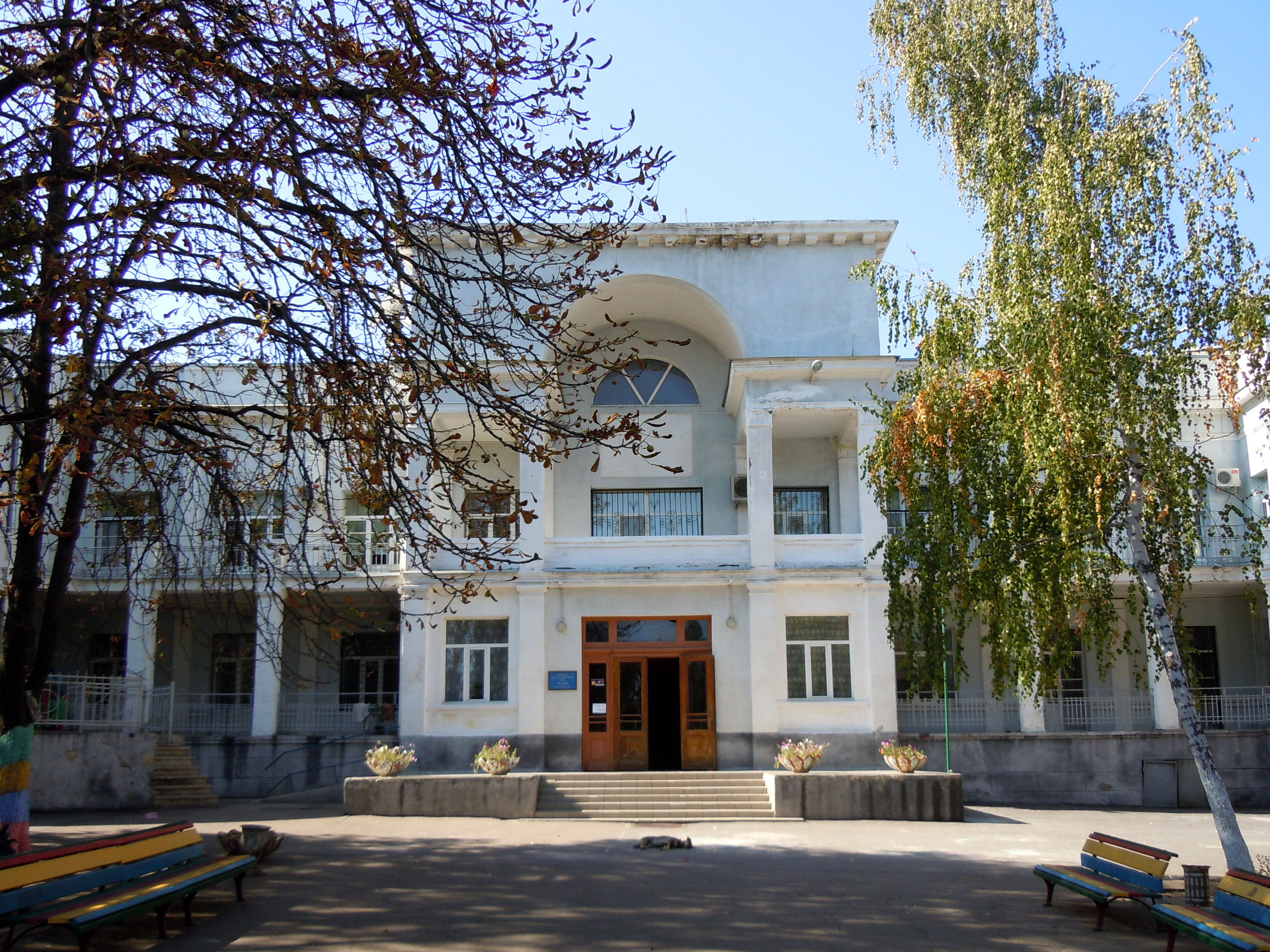
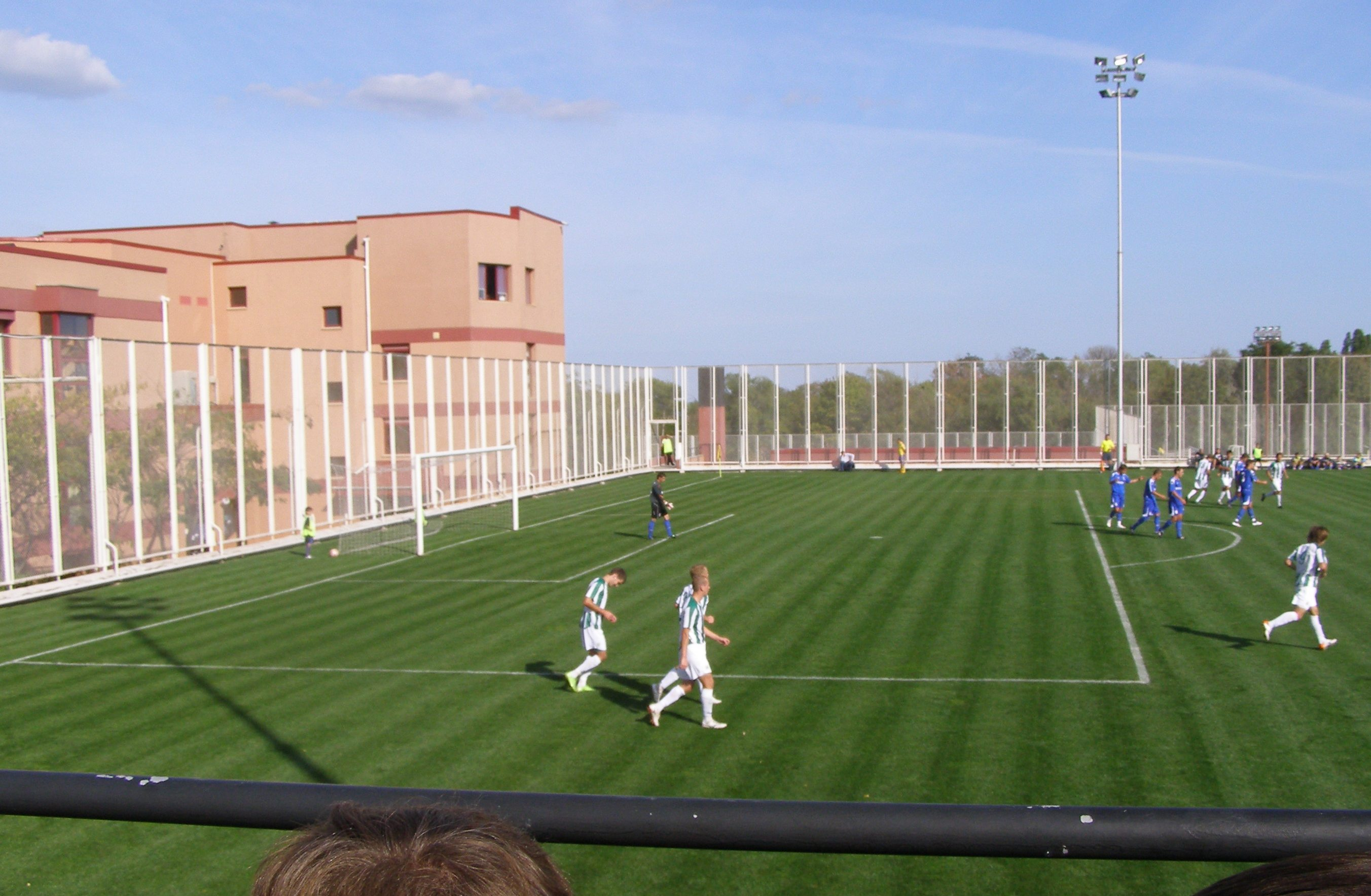
Trainingsgelände des FK Tschornomorez Odessa